# Nicholas Galitzine

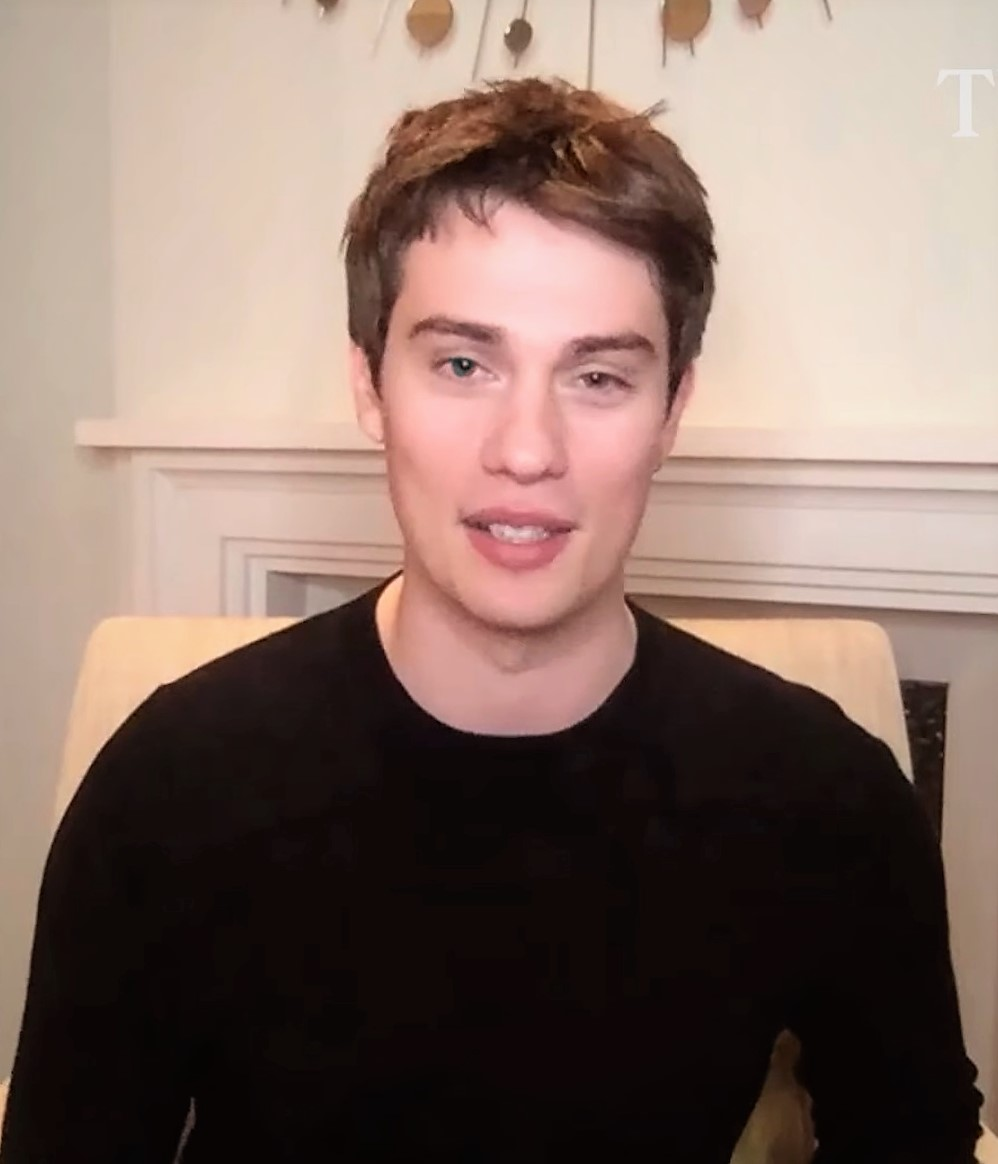
Nicholas Galitzine, 2020

Nicholas Galitzine (* 29. September 1994 in London, Vereinigtes Königreich) ist ein britischer Schauspieler.

## Leben
Nicholas Galitzine wurde als Sohn eines britischen Unternehmers geboren, seine Mutter hat griechisch-amerikanische Wurzeln. Er betrieb in seiner Jugend Rugby und Football und nahm an Leichtathletik-Wettbewerben teil. In London besuchte er das Dulwich College und trat der Jugendtheatergruppe am Pleasance im Londoner Ortsteil Islington bei.
2014 erhielt er seine erste Hauptrolle als Tom im auf der Berlinale 2015 aufgeführten Film The Beat Beneath My Feet von John Williams an der Seite von Luke Perry. Eine erste Episodenrolle hatte er 2015 in der Krimiserie Legends. Im selben Jahr wurde er vom britischen Branchendienst Screen International zu den „Stars of Tomorrow“ gezählt. Weitere Hauptrollen hatte er 2016 als Violinist Johnnie Blackwell im Tanzfilm Streetdance New York mit Keenan Kampa sowie im Coming-of-Age-Film Handsome Devil an der Seite von Fionn O’Shea als Conor Masters.
Im Fernseh-Horrorfilm The Watcher in the Woods von Melissa Joan Hart mit Anjelica Huston war er 2017 als Mark Fleming zu sehen. 2019 verkörperte er im Thriller Share die Rolle des A.J., in der Netflix-Serie Chambers spielte er die Rolle des Elliott Lefevre. Im Horrorfilm Blumhouse’s Der Hexenclub (2020) übernahm er die Rolle des Timmy Andrews. In dem im September 2021 auf Prime Video veröffentlichten Musikfilm Cinderella mit Camila Cabello in der Titelrolle verkörperte er die Rolle des Prinzen Robert. Im Netflix-Film Purple Hearts (2022) übernahm er an der Seite von Sofia Carson die männliche Hauptrolle als Marinesoldat Luke. In der romantischen Komödie Royal Blue (2023) von Amazon Prime Video spielte er neben Taylor Zakhar Perez die Rolle des britischen Prinzen Henry.
2024 war er in der Sky-Miniserie Mary & George war er an der Seite von Julianne Moore als George Villiers zu sehen, in der Tragikomödie Als du mich sahst übernahm er neben Anne Hathaway die männliche Hauptrolle. Für die Realverfilmung von Masters of the Universe wurde er für die Hauptrolle des Prinzen Adam alias He-Man besetzt.
In der deutschsprachigen Fassung von Mary & George, Streetdance New York, Blumhouse’s Der Hexenclub und Royal Blue wurde er von Max Felder synchronisiert, in Purple Hearts und Cinderella von Amadeus Strobl und in Chambers von Jesse Grimm. In Handsome Devil lieh ihm Tobias John die Stimme.

## Filmografie (Auswahl)
- 2014: The Beat Beneath My Feet
- 2015: Legends – Die Legende von Terrence Graves (Legends – The Legends of Terrence Graves, Fernsehserie)
- 2016: Streetdance New York (High Strung)
- 2016: Handsome Devil
- 2017: The Changeover
- 2017: The Watcher in the Woods (Fernsehfilm)
- 2019: Share
- 2019: Chambers (Fernsehserie)
- 2020: Blumhouse’s Der Hexenclub (The Craft: Legacy)
- 2021: Cinderella
- 2022: Purple Hearts
- 2023: Bottoms
- 2023: Royal Blue (Red, White & Royal Blue)
- 2024: Mary & George (Miniserie)
- 2024: Als du mich sahst (The Idea of You)